# ميخائيل أوينز (لاعب كرة قدم)
ميخائيل أوينز هو لاعب كرة قدم بيروفي، ولد في 24 يونيو 2003.